# Джуревичи
Джуревичи (серб. Бан Поље / Ban Polje) — село в общине Вишеград Республики Сербской Боснии и Герцеговины. Население составляет 13 человек по переписи 2013 года.